# Ravage (cómic)
Ravage (Profesor Gregory Crawford) es un personaje ficticio en Marvel Comics. Es también uno de los enemigos de Hulk.

## Biografía del personaje ficticio
El Dr. Gregory Crawford era un profesor de física en la Universidad Desert State, quien tomó al pregrado Bruce Banner bajo su ala y se convirtió en su mentor. Años después, Banner se dirigió a su maestro buscando ayuda en encontrar una cura para Hulk. En este momento Crawford era un hombre enfermo, pero era sin embargo capaz de crear una máquina que podría ser utilizada para filtrar la radiación gamma del cuerpo de Bruce. Crawford también vio esto como una forma de curarse a sí mismo; al obtener algo del ADN de Hulk, él sabía que sería capaz de usar los poderes de recuperación de Hulk en sí mismo. Primero Crawford reconfiguró su propio ADN a fin de que coincida con el de Banner. Esto lo convirtió en una bestia más fuerte que Hulk: el monstruo llamado Ravage.
Ravage es más fuerte que Hulk y es ligeramente más grande. El elemento clave que hace que Ravage sea un enemigo tan peligroso es que él todavía tiene la mente del Dr. Crawford y lujuria por el poder. Justo después de su primera transformación, Ravage ataca a Hulk, pero pronto vuelve a ser Crawford al salir el sol, al igual que Banner inicialmente se transformaba en Hulk al ponerse el sol y volvía a ser Banner al amanecer. Crawford vuelve a Banner hacia el general Thunderbolt Ross por temor a ser detenido de convertirse en Ravage de nuevo.
Crawford ajusta su máquina para que lo cambie a Ravage permanentemente. Luego como Ravage ataca la universidad y aterroriza a los que le habían compadecido como el Dr. Crawford. Ravage solo se detuvo cuando Hulk y el General Ross formaron una alianza improbable que le permite al ejército atrapar al villano en un estado de animación suspendida.
Ravage fue fijado en reaparecer en futuras ediciones y convertirse en una criatura más monstruosa.[cita requerida] Sin embargo, debido a la cancelación del título Rampaging Hulk, esta historia nunca se materializó.[cita requerida]

## Poderes y habilidades
Al igual que Bruce Banner, Crawford también fue expuesto a la radiación gamma. Al igual que Hulk, Ravage tiene fuerza sobrehumana, que utiliza para luchar contra Hulk, aunque parece que él no tiene la capacidad de Hulk para fortalecerse a medida que aumenta su furia. Ravage también posee un factor curativo similar al de Hulk, y parece que tiene fuertes músculos en las piernas, también como Hulk, que le permiten saltar grandes distancias.

## Otras versiones

### Ultimate Marvel
- En el universo Ultimate Marvel, aunque Ravage / Dr. Gregory Crawford nunca ha aparecido, hay algunos enlaces de él en otros personajes relacionados con Hulk. El personaje de Tyrone Cash, un mafioso vicioso con habilidades de Hulk es representado como un antiguo mentor de Bruce Banner, y una vez fue un científico delicado, el Dr. Leonard Williams con EM,[1] (al igual que Crawford) y el Dr. Samuel Sterns Ultimate es un hombre amargado, viejo, que usa silla de ruedas, que se convirtió en un monstruo parecido a Hulk.[2]

### Marvel 2099
Ravage 2099 es una serie de cómics estadounidenses publicados por la editorial Marvel Comics, bajo su sello Marvel 2099. La serie es creada por el guionista Stan Lee y el dibujante Paul Ryan
En Ravage 2099 se narran las aventuras de Paul Phillip Ravage, un directivo de una megacorporación de Nueva York en el año 2099 que tras ser acusado injustamente de asesinato, inicia una carrera como superhéroe adoptando el nombre de Ravage.

## En otros medios

### Videojuegos
- El Dr. Gregory Crawford / Ravage aparece como el antagonista secundario en la adaptación en videojuego de 2003 del largometraje de 2003 Hulk con la voz de Dion Luther. Gregory Crawford aparece inicialmente como el antiguo mentor de Bruce Banner. En el juego, él encuentra una cura para Hulk utilizando la órbita gamma, la cual extrae la energía gamma que creó a Hulk. Luego, el ejército planea usarla para derrotar a Hulk. Crawford le dice a Banner que llegue a su laboratorio antes de que el ejército lo haga. Esta versión de Crawford es similar a la original en que tiene que utilizar una silla de ruedas para la moverse, pero él intenta recuperar su salud para caminar de nuevo; sin embargo, después de llegar al laboratorio, se revela que Crawford solo está usando a Banner para recibir la radiación gamma para él mismo, utilizándola para convertirse en Ravage. Durante el curso del juego, se revela que Crawford está trabajando con el Líder, que busca utilizar la energía gamma de la órbita para crear un ejército de guerreros gamma. Durante su lucha de jefe, Ravage lucha con Hulk solo al principio antes de convocar dos criaturas gamma armadas para que le ayuden. Después de ser derrotado por Hulk, él vuelve a su forma humana y se disculpa por sus acciones, dándose cuenta de que su traición le ha dado al Líder todo lo que necesita para crear un ejército. Al final del juego, Crawford es visto aparentemente tratando de obtener más radiación gamma, utilizando la órbita una vez más, pero su búsqueda falla como la órbita le ha devuelto toda su energía gamma a Hulk.